# Повітряний бій над Нишем
Повітряний бій над Нишем (англ. Air battle over Niš) — бойове зіткнення американських і радянських військ над Нишем 7 листопада 1944 року, одне із кількох десятків документально підтверджених епізодів Другої світової війни, класифікованих як дружній вогонь. Американські війська помилково атакували радянську транспортну колону, внаслідок чого загинули 34 солдати та офіцери (згідно з доповіддю заступника начальника Генерального штабу Червоної армії генерала Олексія Антонова). У ході авіаційної атаки у відповідь радянські льотчики на чолі з Олександром Колдуновим збили від 2 до 7 літаків противника. Керівництва США і СРСР вирішили не розголошувати інцидент, а командування армії США вибачилося перед радянськими військами за скоєну помилку.

## Передісторія
Між СРСР та США велося активне військове співробітництво у роки Другої світової війни. Проте відбувалися трагічні інциденти через індивідуальні помилки пілотів, які приймали війська своїх союзників за німецькі. До таких інцидентів належить і авіаналіт на радянську колону військ у Ниші, що стався 7 листопада 1944 року.
Після успішного спільного наступу в жовтні 1944 і вигнання німецьких військ на північ військові частини Червоної Армії отримали наказ йти їхнім шляхом.
15-та повітряна армія (США) у листопаді 1944 року надавала допомогу радянській групі військ з повітря. Полковник Кларенс Теодор Едвінсон на чолі 82-ї винищувальної авіагрупи, що базувалася в італійській Фоджі, виконував це завдання кілька разів і 7 листопада 1944 вилетів в черговий раз на допомогу радянським військам. На жаль, на аеродромі Фоджі не отримали своєчасне повідомлення, що радянські війська просунулися вперед на 100 кілометрів, і з цієї причини Едвінсон, побачивши радянські війська, прийняв їх за німців і наказав атакувати.

## Бій

### Атака американців
О 12:40 дорогою Ниш — Алексінац — Деліград — Роянь 7 листопада довга колона автомобілів 6-го гвардійського стрілецького корпусу Червоної армії рухалася з Ниша в бік Белграда з наказом посилити південне крило угорського фронту, коли над ними з'явилися з південного сходу над горою Ястребац три групи американських винищувачів P-38 Lightning 82-ї винищувальної групи(за свідченнями югославських військових, ці літаки слугували прикриттям для бомбардувальників North 25 Mitchell, що пролітали поряд). Радянські війська готувалися відзначати річницю Жовтневої революції, з нагоди чого, за деякими свідченнями, їх супроводжував оркестр.
Американці, незважаючи на те, що командування середземноморських ВПС США вже знало, що біля Ніша немає німецьких військ, помилково прийняли радянських солдатів за німецьких і відкрили шквальний вогонь, почавши обстріл із гармат, кулеметів, атакуючи ракетами та бомбами. Внаслідок авіанальоту загинули 34 особи, включаючи командира 6-го гвардійського стрілецького корпусу гвардії генерал-лейтенанта Котова. 39 людей було поранено, а 20 автомашин з вантажами було спалено.
Радянські війська спочатку вирішили, що їх атакують німецькі «рами» — літаки-розвідники Focke-Wulf Fw 189, схожі формою на американські P-38 Lightning, проте потім розглянули білі зірки на літаках, а не німецькі хрести. Розмахуючи прапорами, радянські солдати намагалися переконати американців, що помилково їх обстрілюють, але льотчики не помічали або не хотіли помічати знаків із землі. У повітря по тривозі було піднято радянську авіацію.

### Виліт у відповідь
Радянські війська опинилися в збентеженні, оскільки не очікували на появу німців біля Ніша, до того ж масова поява Fw-189 була несподіваною, оскільки німці фізично не могли відправити стільки машин у бій. Не відразу радянські війська зрозуміли, що по ним помилково ведуть вогонь американці.
Першими тривожні звуки почули солдати 707 штурмового авіаційного полку (свідком також був і майбутній Герой Радянського Союзу Микола Шмельов), які слухали промову заступника командира з політпідготовки підполковника Сивуда. По тривозі в бій було піднято 866-й ВАП, також обстріл розпочали сили ППО з аеродрому Ниша. Зенітникам вдалося збити один американський літак, який упав за кілометр на північ від аеродрому.
О 13:00 літаки Як-9 та Як-3 з 866-го ВАП злетіли у повітря та попрямували у бік американців. Американські літаки перекинули вогонь на радянські винищувачі, які злітали, незважаючи на чітко помітні великі червоні зірочки на їхніх крилах. Один з Як-3 був негайно знищений. Заступник командира полку Дмитро Сирцов віддавав накази не атакувати американців, а переконати їх залишити позиції, але після того, як було збито одного з «Яків», радянські літаки вступили в бій з американцями. Забравши шасі, винищувачі набрали біля землі максимальну швидкість і свічкою полізли вгору. Першою ж атакою було збито два американські літаки, а невдовзі на допомогу ланці підійшов і літак аса Олександра Колдунова. Американці, скинувши бомби, намагалися захищатися, проте після посилених атак попрямували у бік Ниша. На шляху один із радянських літаків вогнем із 37-мм гармати збив третій «Лайтнінг», проте був підбитий з кулемета іншого літака.
Лише коли старший лейтенант Сурнєв Н. Г. підлетів до провідного «Лайтнінгу» і жестами пояснив пілоту того літака, що це були радянські солдати, а не німецькі, американці вирішили йти на південь. Провівши їх до вершини гори, радянські літаки повернули назад. Одного з американців, чий літак було збито, підібрали радянські солдати і доставили на аеродром, де невдовзі вирішили відправити його до штабу 17-ї повітряної армії.
Повторна атака відбулася досить швидко: близько 40 «Лайтнінгів» перелетіли через гірський хребет і знову атакували радянських солдатів. Проте льотчики швидко пролетіли у бік американців і показали їм свої розпізнавальні знаки, після чого американці швидко залишили місце бою. У бік деяких пілотів радянські льотчики змушені були зробити кілька попереджувальних пострілів із гармат та черг із кулеметів.

## Підсумки бою
Югославія, СРСР і США наводять різні дані з приводу бою: точні причини нападу досі є об'єктом суперечок, так само як і результати, і втрати в ході зіткнення. Документи про бій досі перебувають під грифом «Цілком таємно».
- Американці повідомляють про чотири збиті радянські літаки і два збиті американські «Лайтнінги» (№ 44-24035 лейтенанта Брюера і № 43-28662 лейтенанта Коулсона збиті в повітряному бою, обидва пілоти загинули, № 44-24392 капітана Кінга зробив вимушену посадку після ураження зенітним вогнем). За звітом учасника того бою, американського льотчика Кара, було збито від чотирьох до п'яти радянських літаків. Жертвами авіанальоту зазначаються від 31 до 37 осіб. Згідно з деякими даними, Кларенса Едвінсона за цей інцидент відсторонено від польотів на Європейському театрі військових дій.

- Згідно зі звітом заступника начальника Генерального штабу Червоної Армії Олексія Антонова, радянські війська втратили два літаки: у бою загинули молодший лейтенант Шипуля, збитий американцями, і лейтенант Кривоногих, збитий помилково радянською авіацією. Згідно з повідомленням штабу 866 ВАП, було втрачено три літаки і два льотчики (лейтенант Шипуля загинув, лейтенант Кривоногих збитий своєю зенітною артилерією загинув, лейтенант Жестовський збитий «Лайтнінгом» вижив), при цьому збито п'ять «Лайтнінгів» (три впало, а два задимилися та пішли зі зниженням). Внаслідок авіанальоту в першому випадку загинули 12 людей, у тому числі командир 6-го гвардійського стрілецького корпусу Григорій Котов. У результаті жертвами значаться 34 людини, зокрема генерал Степанов, батько льотчика Віктора Степанова, відомого за Олександра Колдунова.

- Свідком бою був інженер аеродрому Драгослав Діміч, який після війни стверджував, що поряд з Нишем пролетіли близько 30 літаків, серед яких бомбардувальники B-25 Mitchell. Американці дуже точно зробили бомбардування по голові колони, у відповідь на що з аеродрому злетіли 9 літаків Як-3, один з яких був збитий. Ще одним свідком бою був політрук югославських партизанів Йоко Дрецун, який нарахував сім збитих американських літаків: п'ять винищувачів P-38 Lightning та два бомбардувальники B-25 Mitchell. За його словами, загинули 14 американських льотчиків. Серед загиблих з радянського боку була молода льотчиця з Москви, яка мешкала у будинку Діміча. Того ж дня і американських, і радянських льотчиків поховали біля аеродрому.

## Причини конфлікту
Командування ВПС США змушене було вибачатися перед радянським командуванням за те, що трапилося. Представники ВПС США назвали це «прикрим інцидентом» і сказали, що американські льотчики припустилися грубої помилки: вони нібито збиралися атакувати німців, які йшли з Греції до Трієста. Однак грецька територія починалася приблизно за 400 км на південь від Ниша, що змусило радянські війська задуматися про правдивість такої заяви. Друга група мала принаймні не повторити помилку першої, оскільки між ними підтримувався радіозв'язок, і з цієї причини радянські війська продовжили розслідування.
Комісія 17-ї повітряної армії за підсумками розслідування виявила таке: пілотам літаків видали завдання обстріляти німців на дорозі Скоп'є-Приштина, проте схема доріг району міста Ниш нібито виявилася схожою на схему доріг біля Скоп'є, чим і була зумовлена помилка. Відстань між Нишем і Скоп'є була набагато меншою, ніж до кордону з Грецією (150 км), але була досить великою, що все одно робило пояснення неправдоподібним. Тим не менш, керівництву армії було надано вказівку нагородити радянських льотчиків і не афішувати факт, щоб не допускати розколу в антигітлерівській коаліції.
14 грудня 1944 року посол США в СРСР Аверелл Гарріман вибачився «з приводу нещасного випадку, що стався на Балканах» від імені президента США Франкліна Рузвельта та генерала армії США Джорджа Маршалла, а також запропонував направити до штабу 3-го Українського фронту, який воював у Югославії, групу офіцерів зв'язку для координування дій радянських військ та союзних військово-повітряних сил. Але Сталін відхилив цю пропозицію, заявивши, що вже встановлено лінію розмежування дій авіації союзників.

## Пам'ять
9 травня 2015 року в Ніші було відкрито пам'ятник радянським воїнам, які загинули під час атаки американської авіації. Монумент є арочною конструкцією з червоного граніту вагою 38 тонн із двома колонами, барельєфом і дзвоном.